# 詹姆斯·艾尔罗伊
李·厄尔·“詹姆斯”·艾尔罗伊（Lee Earle “James” Ellroy；1948年3月4日—）是一名美国犯罪小说作家和散文家，1981年出版第一部小说《黑色安魂曲》，之后的著名作品包括《黑色大理花》、《絕命之鄉》、 《鐵面特警隊》等。作品以密集的情节和悲观主义世界观为特征。

## 公共形象
艾尔罗伊喜欢夸耀自己，并以使用脏话出名。在一次纽约时报的采访中，他说：“我是小说大师。我也是有史以来最伟大的犯罪小说家。我之于犯罪小说就像托尔斯泰之于俄罗斯小说，贝多芬之于音乐。” 